# Farmakognozija
Farmakognozija (grč. "farmakon" = lijek ili otrov, "gnosis" = znanje) jedna je od najstarijih farmaceutskih disciplina koja proučava ljekovite tvari (sirovine) prirodnog podrijetla te njihovo djelovanje na ljudski organizam. 
Među prirodnim ljekovitim sirovinama najviše je biljnih. Biološki aktivne tvari odgovorne za terapijski učinak ukoncentrirane su u pojedinim biljnim organima (list, cvijet, plod, korijen) ili ekskretima (eterično ulje). U praksi se koriste dijelovi bogati ljekovitim tvarima i nazivaju se ljekovitim drogama ili samo drogama.

Naziv "droga" se ovdje odnosi na suhu tvar (od starogermanske riječi “drug” ili “droh”, što znači suh), a ne na psihoaktivne droge. Termini se u nekim slučajevima pak poklapaju, tako da su neke psihoaktivne droge ujedno i droge u farmakognoškom smislu (npr. marihuana).

Droge se u farmakognoziji tradicionalno opisuju latinskim nazivom (npr. Salviae folium - osušeni listovi ljekovite kadulje).

Pored biljaka, farmakognozija također proučava insekte i druge životinje, mikroorganizme te morske organizme.

Ljekovite sirovine koje proučava farmakognozija, njihove botaničke osobine, kemijski sastav, kao i postupci analize, opisane su u farmakopeji.